# Schönbornbrünnchen

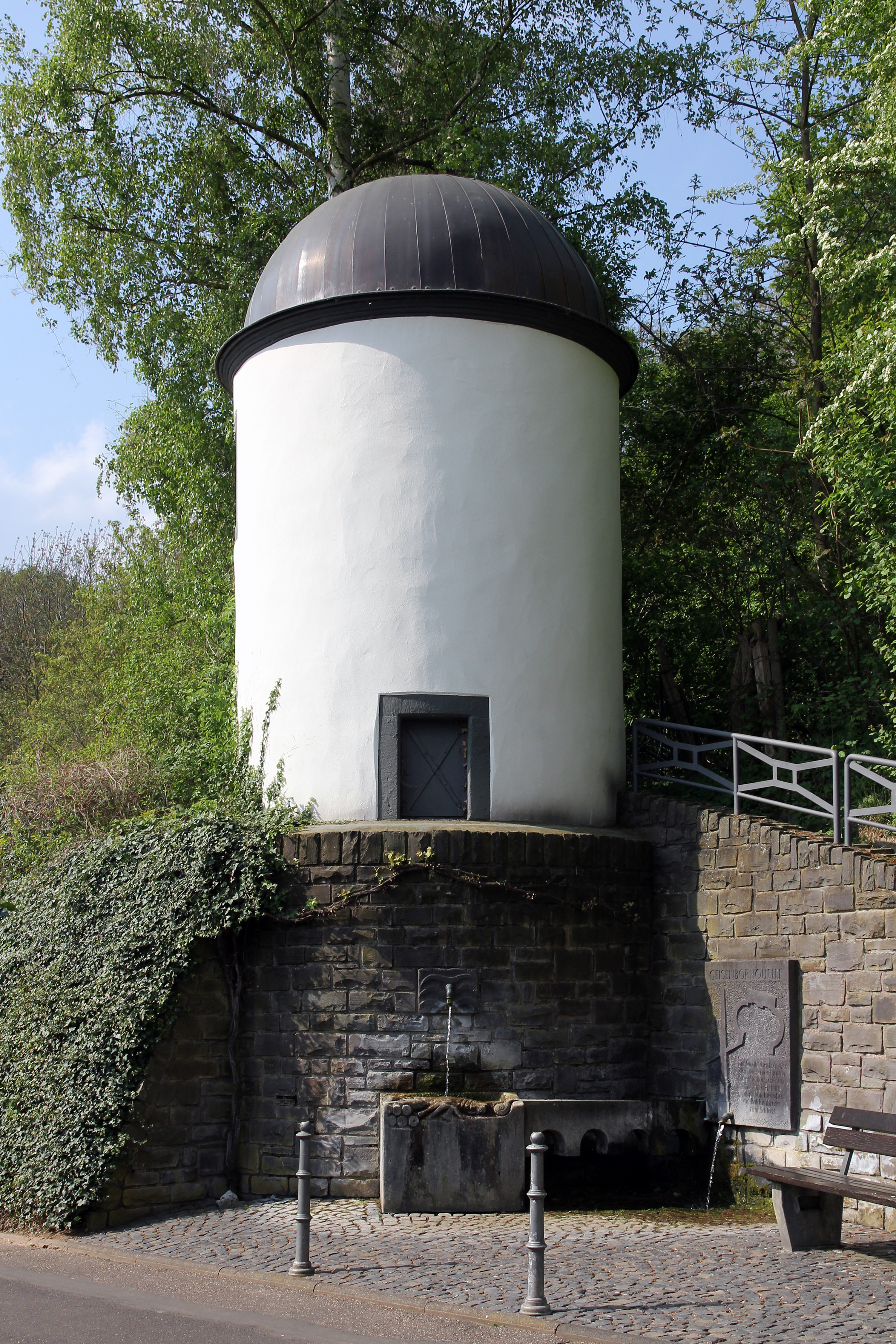
Das Schönbornbrünnchen in Koblenz-Metternich

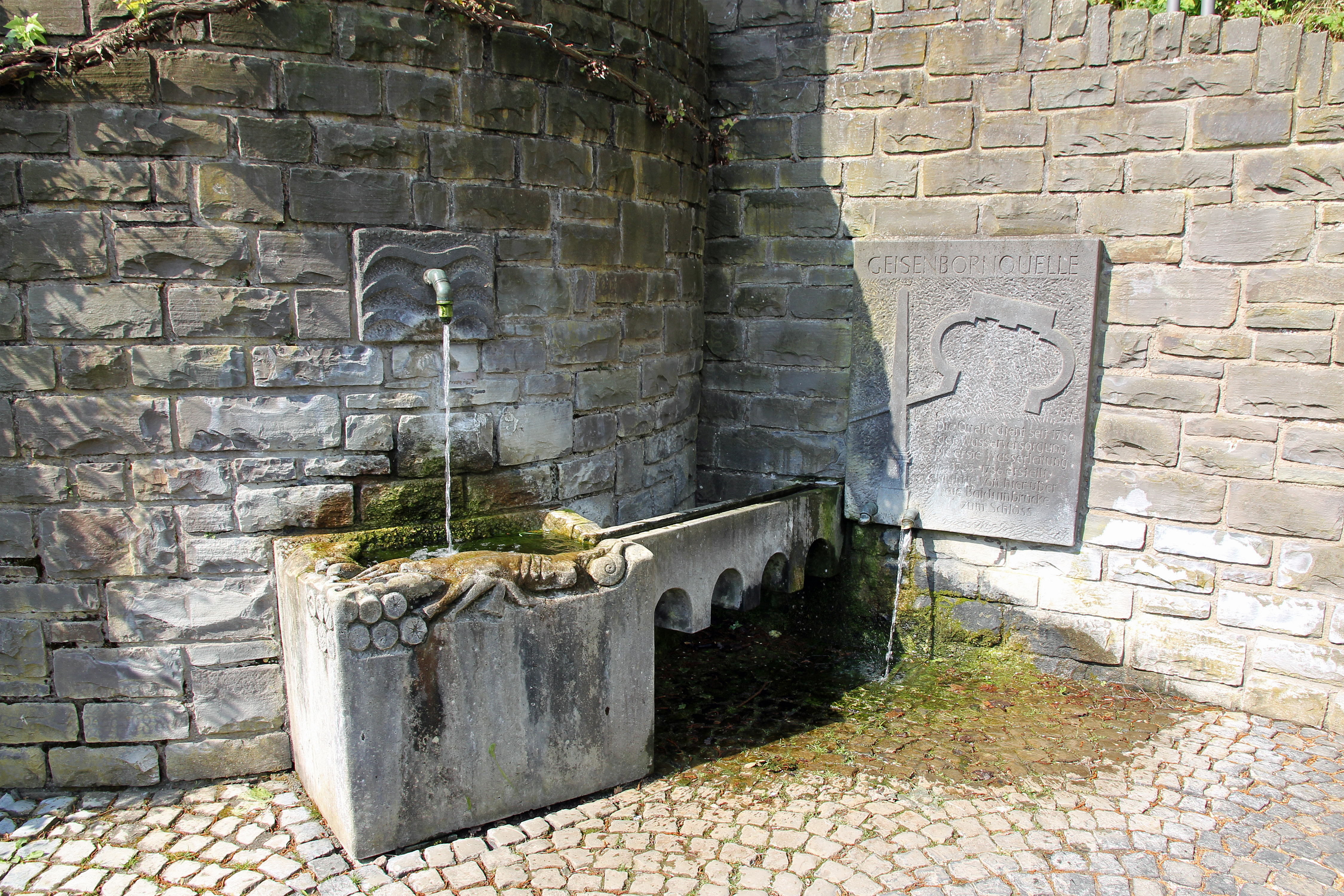
Brunnen mit einer Gedenkplatte

Das Schönbornbrünnchen ist die Brunnenstube mit angeschlossenem Wasserturm der Quelle Geisborn in Koblenz. Die Quelle am Fuße des Kimmelbergs im Stadtteil Metternich speiste seit 1786 die erste kurfürstliche Wasserleitung der Stadt Koblenz. Der Brunnen mit dem Wasserturm ist ein Denkmal für die technische Leistung, die den Bau der ersten Wasserleitung ermöglichte, und für das Wirken des Landesherren in der Wasserversorgung seiner Untertanen.

## Geschichte
Bereits im 16. Jahrhundert gab es Pläne, Quellwasser über Rohre nach Koblenz zu leiten. Da es aber weder Rohre noch Geld zum Bau dieser Rohre gab, wurden alle Pläne verworfen.
Der Trierer Kurfürst Franz Georg von Schönborn versuchte ab 1750 unter Hinzuziehen von Balthasar Neumann, die Quellen des Geisborns einzufassen, um daran eine Wasserleitung nach Koblenz anzuschließen. Wegen technischer Schwierigkeiten bei der Rohrleitung wurde der Bau jedoch 1754 eingestellt. Mit Errichtung des Kurfürstlichen Schlosses in Koblenz 1777–1793 unter Kurfürst Clemens Wenzeslaus von Sachsen ließ dieser den Bau der Wasserleitung wieder aufnehmen. Der kurfürstliche Hofbrunnenmeister Georg Kirn (1736–1793) vollendete die Wasserleitung aus Metternich in den Jahren 1783–1786 und erneuerte die Brunnenstube. Dazu kamen drei Wassertürme zur Be- und Entlüftung der Rohre, von denen heute nur einer am Kimmelberg noch erhalten ist. Die beiden anderen befanden sich bei den Rohrer Höfen in Metternich und in der Koblenzer Altstadt.

## Kurfürstliche Wasserleitung
Die 6 km lange Kurfürstliche Wasserleitung führte von den beiden Quellen des Geisborns zu einem Wasserturm nahe den Rohrer Höfen in Metternich, über Lützel und die Balduinbrücke in die Koblenzer Altstadt. Über den Altengraben und den Plan wurde das Wasser zunächst in einen weiteren Wasserturm, einem umgebauten ehemaligen Wehrturm der mittelalterlichen Stadtbefestigung, im Bereich des heutigen Zentralplatzes geführt. Aus diesem Sammelbecken wurde es schließlich zu den Brunnen und angeschlossenen Haushalten verteilt. Die in den 1960er Jahren auf dem Zentralplatz abgerissene Wasserturmsmauer erinnerte an diesen Wasserturm.
Die Wasserleitung bestand aus Eisengussrohren aus der Sayner Hütte. Als erstes versorgte sie seit dem 21. August 1786 das neuerbaute Kurfürstliche Schloss mit Trinkwasser. Danach folgte am 23. November 1791 der Anschluss des Clemensbrunnens auf dem Clemensplatz, den der Kurfürst seinen Nachbarn schenkte, so die Inschrift auf dem Brunnen. In französischer Zeit ging die Wasserleitung in den Besitz der Stadt über und 1806 wurde der Brunnen Am Plan und am 15. August 1812 der Kastorbrunnen vor der Kastorkirche angeschlossen.
Erst unter Oberbürgermeister Karl Heinrich Lottner wurde 1884 die Wasserversorgung von Koblenz weiter ausgebaut, in dem man auf dem Oberwerth ein Wasserwerk erbaute. Im Zweiten Weltkrieg wurde die Wasserleitung 1944 durch Luftangriffe beschädigt, danach aber repariert und bis 1986 weiter genutzt. Aus den Trümmern des 1944 zerstörten Wasserturms wurde im Oktober 1971 eine Marmorplatte gezogen, die in lateinischer Schrift an die Erbauung der erste kurfürstlichen Wasserleitung durch Georg Kirn erinnert. Sie wurde instand gesetzt und am 7. Juni 1979 am Brunnen auf dem Plan angebracht.

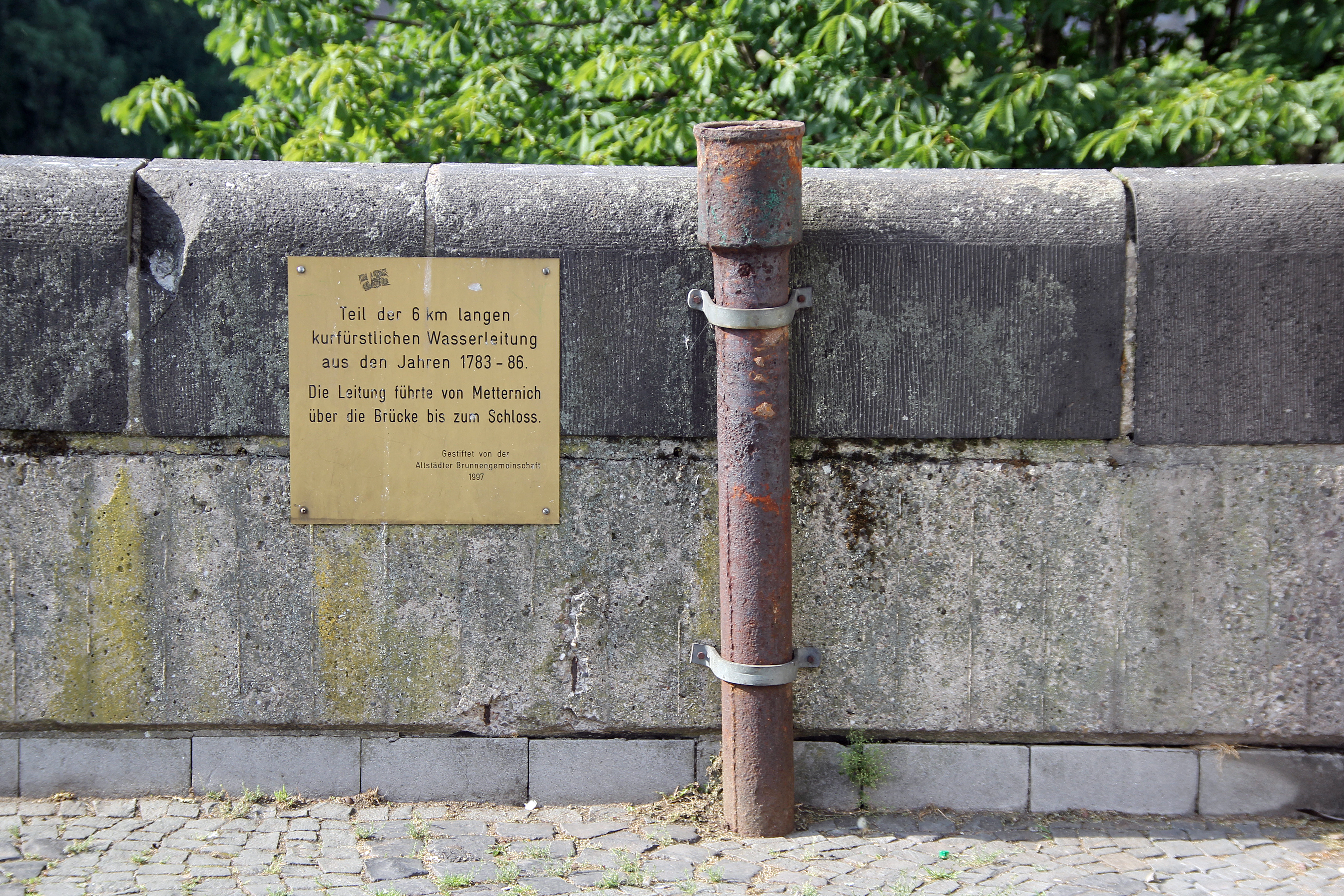
Teil der kurfürstlichen Wasserleitung, ausgestellt auf der Balduinbrücke
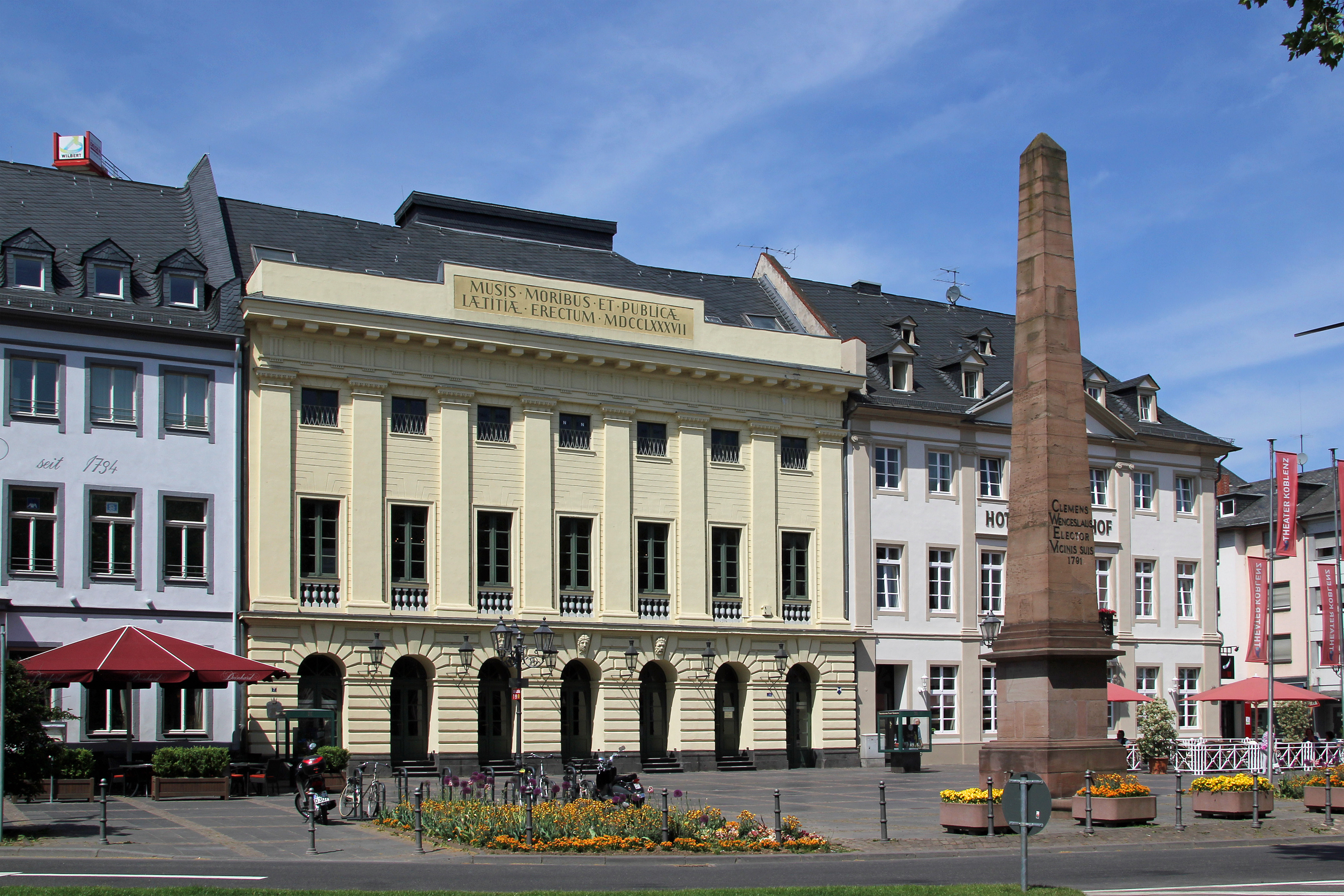
Der Clemensbrunnen (Obelisk) steht heute vor dem Theater und war 1791 der erste Brunnen, der an die Metternicher Wasserleitung angeschlossen wurde
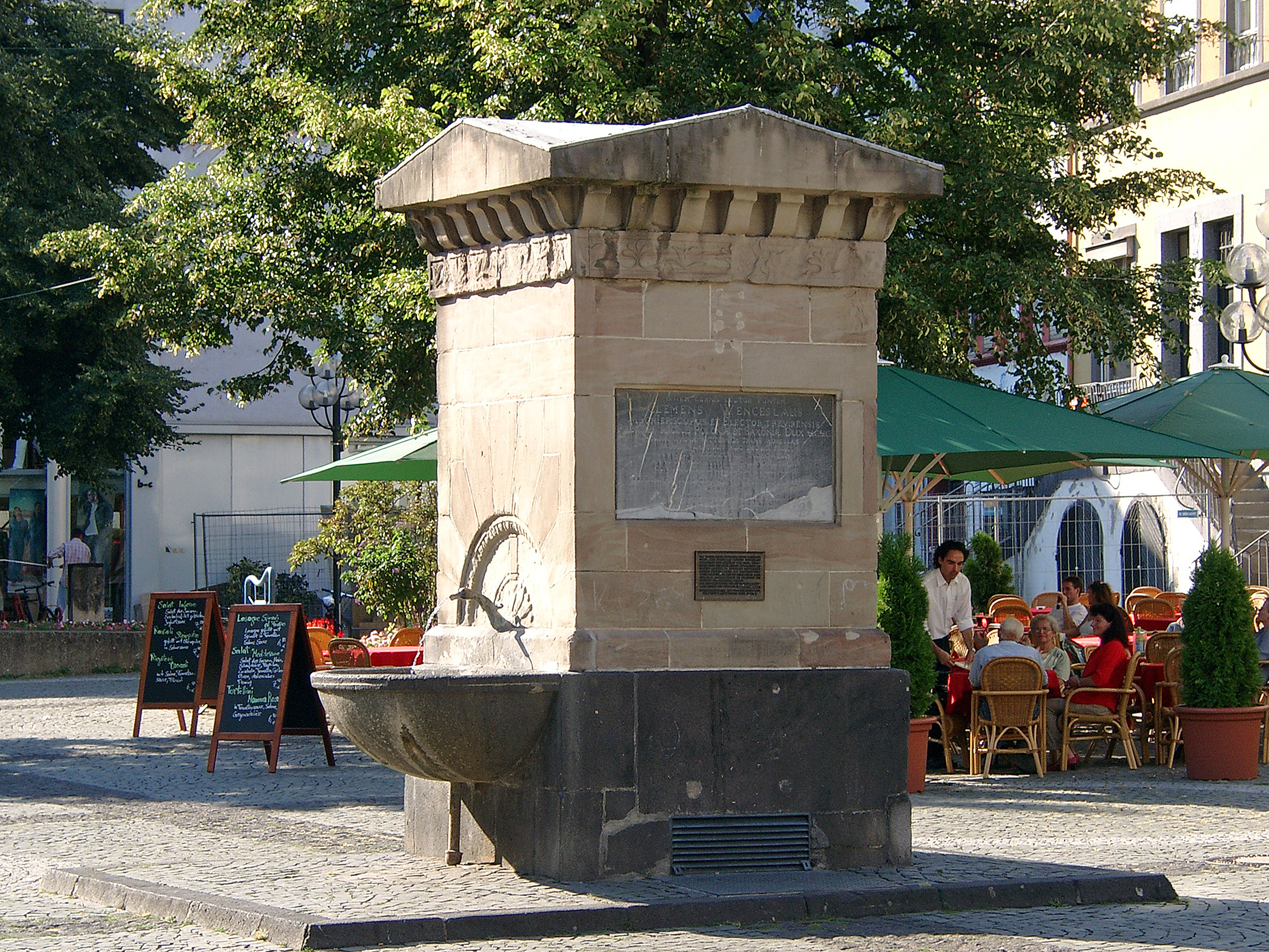
Im Jahr 1806 folgte der Brunnen auf dem Plan …
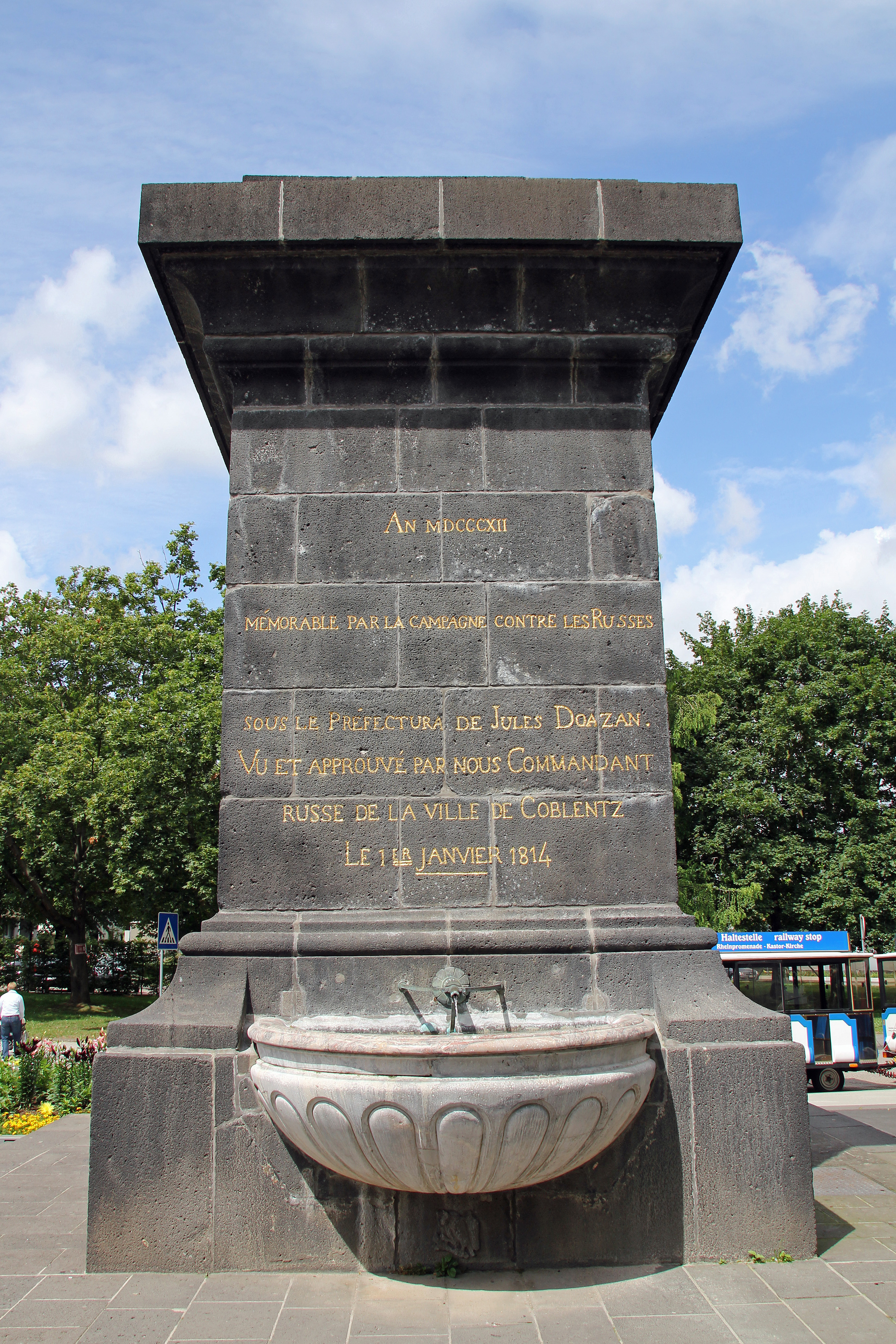
… und 1812 der Kastorbrunnen vor der Kastorkirche

## Bau
Die Brunnenstube des Schönbornbrünnchens ist eine Stollenfassung mit seitlichen Sammelrinnen und Wasserzuläufen zu einem Sammelbecken aus Marmor. Der Belüftungsturm am Kimmelberg ist ein zylindrischer Turm mit mehreren rechteckigen Öffnungen, die einen Rahmen aus Basalt besitzen, und einem hölzernen Traufgesims. Er wurde 1988 restauriert und mit einem Wasserauslauf, geschaffen vom Koblenzer Bildhauer Rudi Scheuermann, ausgestattet. Das halbkugelförmige Dach wurde 2004 mit einer neuen Kupferhaut überzogen.
An der Mauer neben dem Wasserauslauf ist eine Gedenkplatte mit den Reliefs des Kurfürstlichen Schlosses und des Clemensbrunnens angebracht. Hier steht zu lesen:
„Geisenbornquelle“
„Die Quelle dient seit 1786 der Wasserversorgung. Die erste Wasserleitung, 1783–1786 erstellt, führte von hier über die Balduinbrücke zum Schloss.“

## Denkmalschutz
Das Schönbornbrünnchen ist ein geschütztes Kulturdenkmal nach dem Denkmalschutzgesetz (DSchG) und in der Denkmalliste des Landes Rheinland-Pfalz eingetragen. Es liegt in Koblenz-Metternich in der Geisbachstraße.